# Siège de Constantinople (674-678)
Pour les articles homonymes, voir Siège de Constantinople.
Guerres arabo-byzantines
Batailles
- 1er Constantinople
- Sébastopolis
- Carthage
- Tyane
- 2e Constantinople
- Nicée
- Akroinon

Le premier siège de Constantinople par les Arabes entre 674 et 678 est une bataille majeure des guerres arabo-byzantines et le premier point culminant de la stratégie expansionniste du califat omeyyade contre l'Empire byzantin. Muʿāwiya Ier, dirigeant l'empire musulman depuis 661 à l'issue d'une guerre civile, lance une offensive contre les Byzantins qu'il espère vaincre définitivement en prenant leur capitale, Constantinople. 
Le chroniqueur byzantin Théophane le Confesseur rapporte que l'attaque arabe est méthodique : en 672 et 673, les flottes musulmanes sécurisent les bases d'Asie mineure puis mettent en place un blocus plus ou moins hermétique autour de Constantinople. Se servant de la péninsule de Cyzique près de la capitale byzantine comme base hivernale, elles attaquent chaque printemps les fortifications de la ville. Finalement, les Byzantins, dirigés par Constantin IV, parviennent à détruire la marine arabe grâce à l'utilisation d'une nouvelle arme secrète : le feu grégeois, une forme de liquide incendiaire. De plus, ils parviennent à vaincre l'armée des Arabes en Asie Mineure, ce qui contraint ces derniers à lever le siège. La victoire byzantine est d'une importance cruciale pour la survie de l'Empire byzantin, la menace arabe s'éloignant pendant quelques années. Un traité de paix est signé peu après et le déclenchement d'une nouvelle guerre civile parmi les Musulmans permet même aux Byzantins de reprendre, pendant quelque temps, l'ascendant sur le califat.
Le siège laisse plusieurs traces dans les légendes du monde musulman naissant, bien qu'il se mêle aux récits d'une autre expédition menée contre la ville quelques années auparavant par le futur calife Yazid Ier. En conséquence, la véracité du récit de Théophane est mise en doute par plusieurs universitaires contemporains, qui lui préfèrent des sources arabes et syriaques.

## Contexte

Carte des environs de Constantinople à l'époque byzantine

Après la désastreuse défaite de la bataille du Yarmouk en 636, l'Empire byzantin retire la majeure partie de ses forces du Levant pour les rapatrier vers l'Asie Mineure où elles bénéficient de la protection des Monts Taurus. Les forces du nouveau Califat des Rachidoune sont alors libres de compléter leurs conquêtes de la Syrie puis, peu après, de l'Égypte. Dès 640, les Musulmans mènent des raids dans la zone frontière cilicienne et profondément en Asie Mineure, incursions qui se poursuivent sous le commandement de Muʿāwiya, le gouverneur arabe de Syrie,,. Ce dernier conduit également le développement d'une marine musulmane qui, peu de temps après, est suffisamment puissante pour occuper Chypre et mener des raids jusqu'aux îles de Kos, Rhodes et de la Crète dans la mer Égée. Finalement, la jeune marine musulmane remporte une victoire écrasante sur la marine byzantine lors de la bataille de Phoenix de Lycie en 655,,. Toutefois, après le meurtre du calife Othmân ibn Affân et le déclenchement de la première guerre civile musulmane, les attaques arabes contre les Byzantins cessent. En 659, Muʿāwiya en vient même à conclure une trêve avec l'Empire byzantin qui inclut le paiement d'un tribut à ce dernier.
La paix se prolonge jusqu'à la fin de la guerre civile musulmane, en 661, lorsque Muʿāwiya et son clan en sortent vainqueur, établissant de fait le califat ommeyyade,. Dès l'année suivante les attaques musulmanes reprennent. La pression s'accroît lorsque leurs armées commencent à passer l'hiver sur le sol byzantin, à l'ouest du Taurus, maximisant les perturbations infligées à l'économie byzantine. Ces expéditions terrestres sont parfois couplées avec des raids maritimes contre les côtes méridionales de l'Asie Mineure,,. En 668, les Arabes envoient de l'aide à Saborios, stratège des Arméniaques, qui s'est rebellé et proclamé empereur. Les troupes arabes conduites par Fadhala Ibn 'Ubayd arrivent trop tard pour soutenir le rebelle, qui meurt d'une chute de cheval, et passent l'hiver dans l'Hexapolis autour de Mélitène, dans l'attente de renforts,. 
Au printemps 669, après avoir reçu des renforts, Fadhala pénètre en Asie Mineure et avance jusqu'à Chalcédoine, sur la rive asiatique du Bosphore, en face de la capitale impériale, Constantinople. Les attaques arabes contre Chalcédoine sont repoussées et l'armée arabe est décimée par la famine et la maladie. Muʿāwiya envoie alors une autre armée, dirigée par son fils (et futur calife) Yazid pour la soutenir. Les récits des évènements qui suivent diffèrent. Le chroniqueur byzantin Théophane le Confesseur rapporte que les Arabes restent face à Chalcédoine pendant un temps avant de retourner en Syrie. Sur le chemin, ils prennent la ville d'Amorium et y établissent une garnison. C'est la première fois que les Arabes tentent de tenir une forteresse en Asie Mineure hors de la saison de campagne, ce qui pourrait signifier qu'ils ont l'intention de revenir l'année suivante et d'utiliser la ville comme base. Amorium est cependant reprise par les Byzantins lors de l'hiver suivant. De l'autre côté, les sources arabes rapportent que les Musulmans traversent la mer jusqu'en Europe et lancent une attaque infructueuse contre Constantinople elle-même, avant de revenir en Syrie,. Étant donné l'absence de toute mention dans les textes byzantins d'une telle attaque, il est plus probable que les chroniqueurs arabes, se basant sur la présence de Yazid et sur le fait que Chalcédoine est une « banlieue » de Constantinople, aient « sur-classé » l'attaque contre Chalcédoine comme une attaque contre la capitale impériale elle-même.

## Campagnes préliminaires de 672 et 673
Quels que soient les évènements qui se sont véritablement déroulés, la campagne de 669 démontre clairement aux Arabes qu'ils ont la possibilité de frapper directement Constantinople. Elle leur démontre aussi de la nécessité d'avoir une base d'approvisionnement dans la région. Celle-ci est établie sur la péninsule de Cyzique, sur la rive sud de la mer de Marmara, où une flotte menée par Fadhala ibn 'Ubayd passe l'hiver en 670 ou 671,,. Muʿāwiya commence alors à préparer son assaut final contre la capitale byzantine. Toutefois, à la différence de l'expédition de Yazid, il décide de se diriger vers Constantinople par la mer. L'entreprise est rigoureuse, suivant une progression prudente et divisée en plusieurs phases : tout d'abord, les Musulmans doivent sécuriser bases et places fortes le long de la côte, puis, avec Cyzique comme base, Constantinople doit être bloquée par terre et par mer et ainsi coupée de son arrière-pays agricole dont elle dépend pour son approvisionnement en nourriture,.

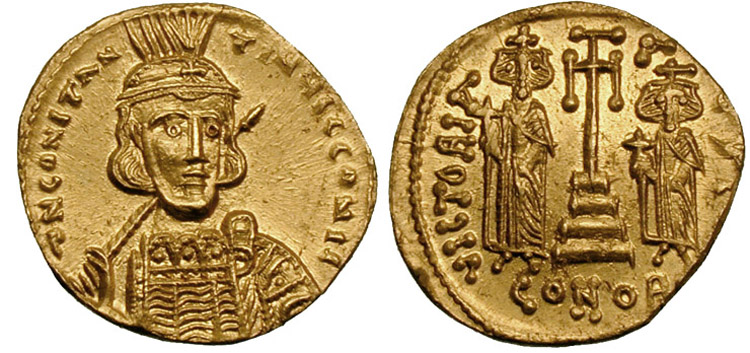
Solidus en or représentant Constantin IV.

Par conséquent, en 672, trois importantes marines musulmanes sont envoyées pour sécuriser les voies d'approvisionnement maritimes et établir des bases entre la Syrie et la mer Égée. La première flotte dirigée par Muhammad Ibn Abdallah, atteint Smyrne où elle passe l'hiver. La deuxième, dirigée par un certain Qays (peut-être Abdallah ibn Qays) passe l'hiver en Lycie et en Cilicie. Enfin, la troisième flotte dirigée par Khalid les rejoint plus tard. Selon le récit de Théophane, l'empereur Constantin IV, apprenant l'arrivée des flottes arabes, commence à équiper sa propre flotte pour la guerre. L'armement de Constantin comprend des navires portant des siphons chargés de déverser une substance incendiaire venant d'être inventée, le feu grégeois,,. En 673, une autre flotte arabe dirigée par Gunada ibn Abu Umayya prend la ville de Tarse en Cilicie ainsi que l'île de Rhodes. Cette dernière, située à peu près à mi-chemin entre la Syrie et Constantinople, devient une base avancée d'approvisionnement et un centre stratégique pour lancer des raids. Sa garnison de 12 000 hommes est régulièrement renouvelée depuis la Syrie, et une petite flotte y est attachée pour sa défense et pour lancer des raids. Les Arabes commencent même à cultiver du blé et à apporter des animaux sur l'île. Les Byzantins tentent d'entraver ces plans en lançant une attaque navale contre l’Égypte mais sans succès,. Tout au long de cette période, les raids terrestres en Asie Mineure se poursuivent et les troupes arabes passent l'hiver sur le territoire byzantin.

## Siège

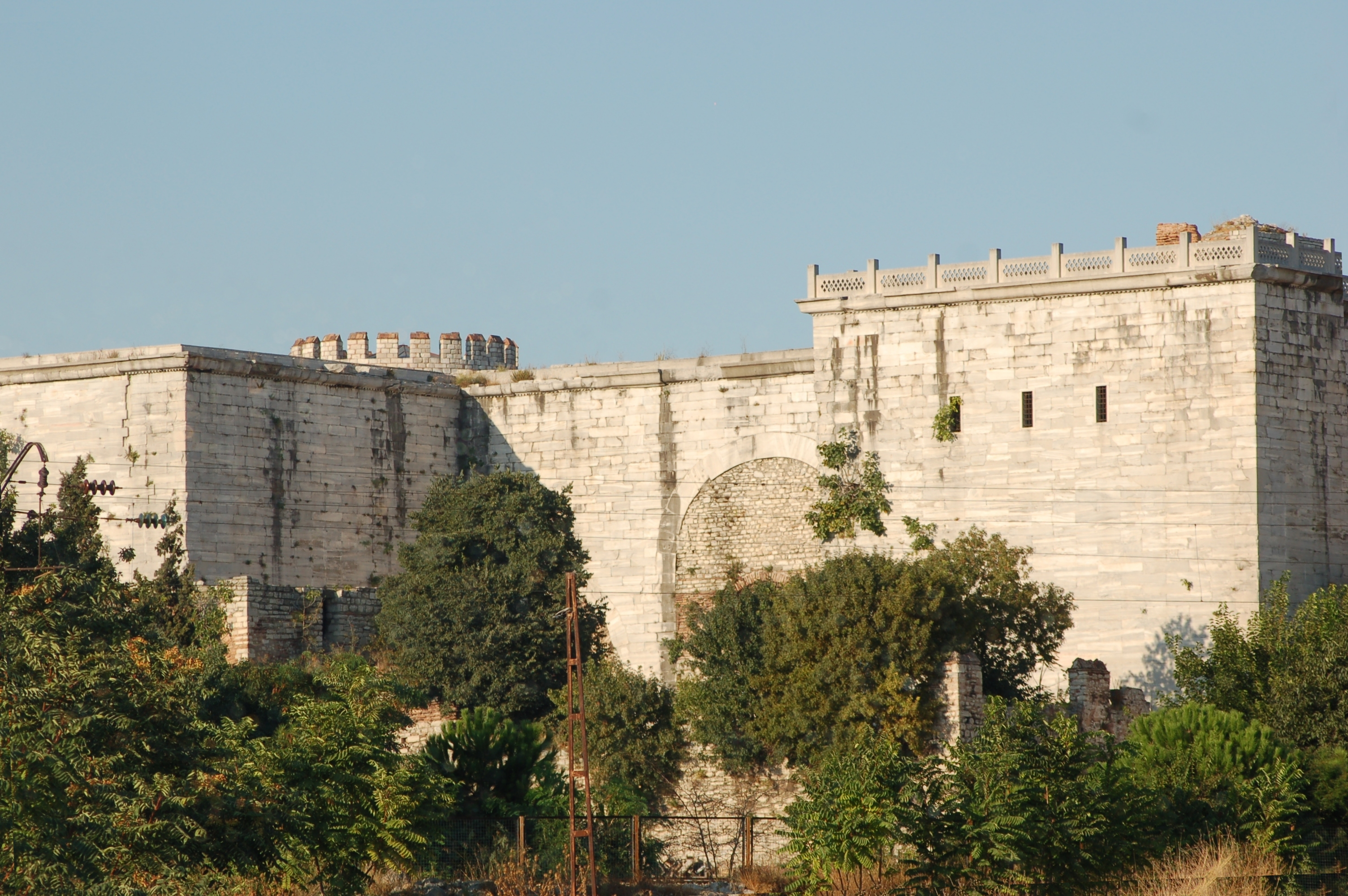
La Porte d'Or, la principale entrée des remparts de Théodose

En 674, la flotte arabe quitte ses bases à l'est de la mer Égée et entre en mer de Marmara. Selon le récit de Théophane, les Arabes accostent sur la rive thrace près d'Hebdomon en avril, et sont engagés jusqu'en septembre dans des escarmouches constantes avec les troupes byzantines. Comme le rapporte le chroniqueur byzantin, « chaque jour, il y avait un engagement militaire du matin au soir, entre les ouvrages extérieurs de la Porte d'Or et le Kyklobion, avec des attaques et des contre-attaques ». Par la suite, les Arabes se rendent à Cyzique, dont ils s'emparent, et la convertissent en un camp fortifié pour y passer l'hiver. Le modèle appliqué tout au long du siège est dressé : chaque printemps, les Arabes traversent à nouveau la mer de Marmara et attaquent Constantinople, puis se replient sur Cyzique pour l'hiver,,,. En fait, le « siège » de Constantinople est davantage une suite d'engagements autour de la ville, auquel a peut-être été ajouté l'attaque de Yazid en 669. En outre, aussi bien les chroniqueurs byzantins que les chroniqueurs arabes rapportent un siège de sept ans et non de cinq. Cela peut s'expliquer soit par l'inclusion des campagnes préliminaires de 672-673, soit par l'extension de la durée du siège jusqu'au retrait final des troupes arabes de leurs bases avancées en 680,.
Les détails des affrontements autour de Constantinople lors des années qui suivent sont imprécis. En effet, Théophane condense sa description du siège dans son récit de la première année et les chroniqueurs arabes ne le mentionnent pas, ne fournissant que les noms des dirigeants des différentes expéditions menées en territoire byzantin,,. La seule chose connue est qu'Abdallah ibn Qays et Fadhala ibn 'Ubayd lancent un raid contre la Crète et y passent l'hiver en 675, tandis que la même année Malik ibn Abdallah en conduit un en Asie Mineure. Les historiens arabes Al-Tabari et Al-Yaqubi rapportent que Yazid est envoyé par Mu'awiya avec des renforts à Constantinople en 676 et qu'Abdallah ibn Qays dirige une campagne en 677 dont l'objectif est inconnu,,. Au même moment, les Byzantins doivent faire face à une attaque slave contre Thessalonique ainsi qu'à une attaque des Lombards en Italie. Finalement, à l'automne 677 ou au début de l'année 678, Constantin IV se résout à affronter les assiégeants arabes. Sa flotte, équipée du feu grégeois, met en déroute la flotte arabe. Il est probable que la mort de l'amiral Yazid ibn Shagara, en 677 ou 678 selon les chroniqueurs arabes, soit liée à cette défaite. À peu près au même moment, l'armée arabe en Asie Mineure, dirigée par Soufyan ibn 'Awf, est vaincue par l'armée byzantine sous le commandement des généraux Phloros, Pétron et Cyprien, perdant 30 000 hommes selon Théophane. Ces défaites contraignent les Arabes à lever le siège en 678. Lors de sa retraite vers la Syrie, la flotte arabe est presque totalement éliminée par une tempête au large de Sillyon,,,.

## Conséquences
L'échec des Arabes devant Constantinople coïncide avec une recrudescence de l'activité des Mardaïtes, un groupe chrétien vivant dans les montagnes de Syrie qui résiste au contrôle musulman et lance des raids dans les plaines. Face à cette nouvelle menace, et après avoir subi d'importantes pertes face aux Byzantins, Muʿāwiya débute des négociations en vue d'une trêve, avec des échanges d'ambassades entre les deux empires. Elles durent jusqu'en 679, ce qui laisse le temps aux Arabes de lancer un dernier raid en Asie Mineure, dirigé par 'Amr ibn Murra, peut-être pour faire pression sur les Byzantins. Le traité de paix, d'une durée nominale de trente ans, stipule que le calife doit payer un tribut annuel de 30 000 nomismata, 50 chevaux et 50 esclaves. En outre, les garnisons arabes doivent se retirer de leurs bases sur les côtes byzantines, y compris l'île de Rhodes, en 679-680,,,.
Constantin profite de cette paix pour se tourner contre la menace croissante que font peser les Bulgares sur les Balkans. Néanmoins, son importante armée, comprenant toutes les forces disponibles de l'Empire, est lourdement battue. Cette défaite ouvre la voie de l'établissement d'un royaume bulgare dans le nord-est des Balkans,. Dans le monde musulman, la mort de Muʿāwiya en 680 entraîne la résurgence des oppositions au sein du califat. Sa division lors de la deuxième guerre civile permet aux Byzantins, non seulement de s'assurer la paix, mais aussi de disposer d'une position de force sur leur frontière orientale. L'Arménie et l'Ibérie retournent sous contrôle byzantin pour quelque temps, tandis que Chypre devient un condominium byzantino-arabe,. La paix perdure jusqu'à ce que Justinien II la rompe en 693, avec de graves conséquences pour l'Empire byzantin : ce dernier est lourdement battu, ce qui entraîne la déposition de Justinien II et l'ouverture d'une période d'importants troubles internes vingt ans durant. Les incursions musulmanes s'intensifient également, menant au deuxième siège de Constantinople par les Arabes entre 717 et 718,.

## Importance et impact
Constantinople étant le centre névralgique de l'Empire byzantin, sa chute aurait entraîné celle de ses provinces restantes, incapable de tenir ensemble, devenant ainsi des cibles faciles pour les Arabes. En même temps, l'échec de l'attaque arabe sur Constantinople est un évènement capital. Il symbolise le point culminant des campagnes d'usure de Mu'awiyah poursuivies continuellement depuis 661. D'immenses ressources sont déployées dans cette entreprise, dont la création d'une énorme flotte. Son échec a des répercussions également importantes sur les Arabes, et constitue un sérieux coup pour le prestige du calife. À l'inverse, le prestige byzantin atteint de nouveaux sommets, notamment en Occident : Constantin IV reçoit des émissaires des Avars et des Slaves des Balkans qui lui apportent des cadeaux, des félicitations et la reconnaissance de la suprématie byzantine. La paix qui suit offre un répit salvateur pour l'Asie Mineure, qui depuis des années subissait des raids constants, permettant à l'État byzantin de retrouver un équilibre et de se consolider après les immenses changements intervenus lors des décennies précédentes.

## Impact culturel

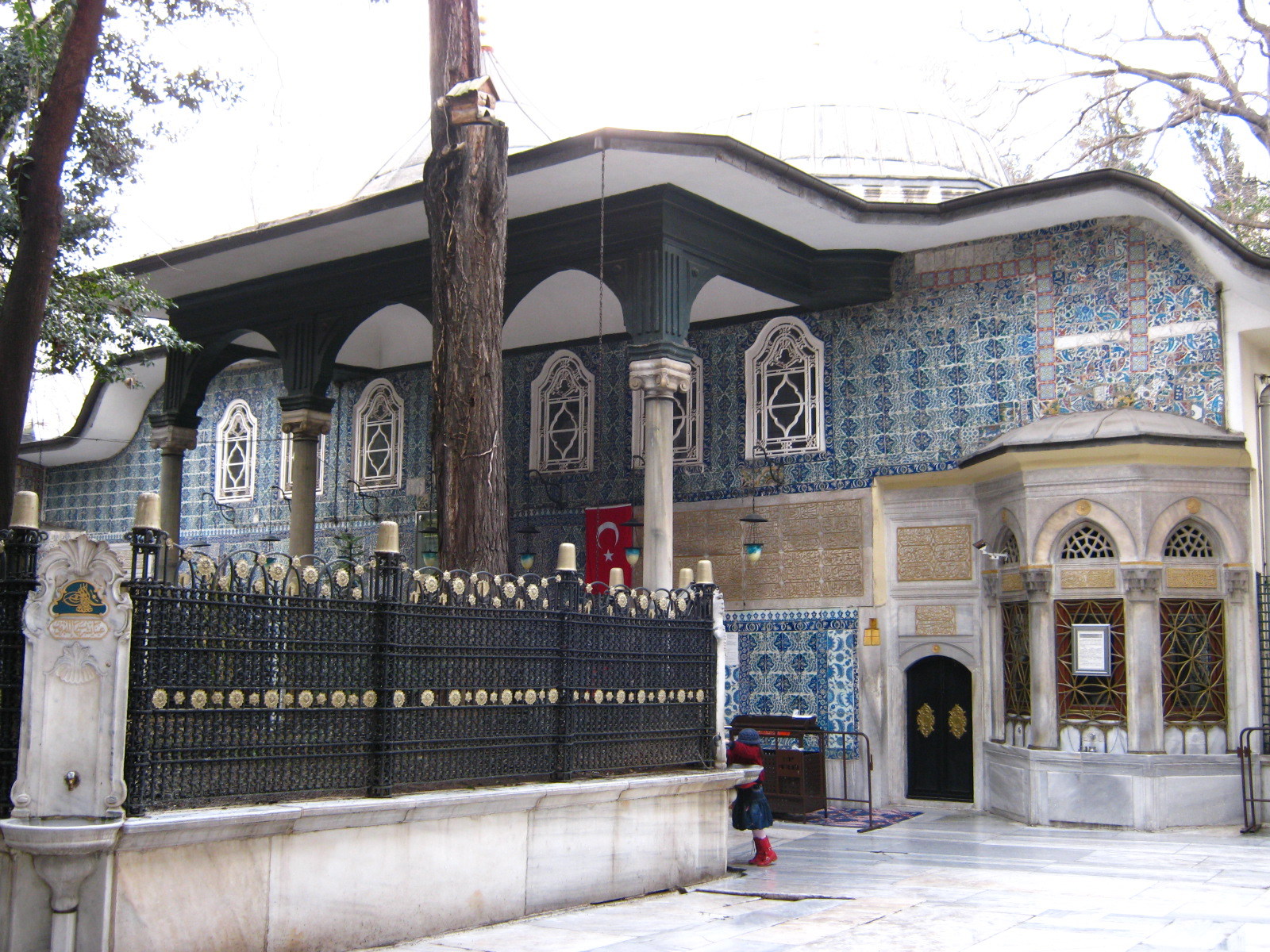
La tombe d'Abu Ayyub près de la Mosquée Eyüp Sultan

Les sources arabes plus tardives s'attardent grandement sur l'expédition de Yazid en 669 et sa supposée attaque sur Constantinople, dont plusieurs anecdotes mythiques, que les universitaires contemporains attribuent à Sigère de 674-678. Plusieurs personnalités importantes des premières années de l'islam sont mentionnées comme prenant part au siège, tels qu'Abdullah ibn Abbas, Abdullah ibn Omar et `Abdullah ibn az-Zubayr,. Le plus important d'entre eux, dans la tradition tardive, est Abu Ayyub al-Ansari, l'un des premiers compagnons de Mahomet (ansâr) et son porte-drapeau, qui serait mort sous les murailles de Constantinople lors du siège et enterré au même endroit. Selon la tradition musulmane, Constantin IV menace de détruire sa tombe mais le calife le prévient que s'il agissait ainsi, les Chrétiens sous son autorité subiraient des représailles. La tombe est alors laissée en paix et devient même un site de vénération pour les Byzantins qui viennent y prier par temps de sécheresse. La tombe est « redécouverte » par les Ottomans après la chute de Constantinople en 1453, par le derviche Ak Shams al-Din. Le sultan Mehmed II ordonne alors la construction d'une tombe en marbre et d'une mosquée à côté. Dès lors, les sultans ottomans ont pour habitude de se voir remettre l'épée d'Osman dans la Mosquée d'Eyüp au moment de leur accession au pouvoir. Aujourd'hui encore, il s'agit un des sanctuaires musulmans les plus saints d'Istanbul,,.

## Réexamen par les historiens modernes
Le récit du siège tel qu'il est admis par les historiens modernes repose principalement sur le récit de Théophane, alors que les sources arabes et syriaques ne mentionnent aucun siège, mais plutôt des campagnes individuelles, certainement atteignant Constantinople (la capture d'une île près de la ville est mentionnée pour 673/674, ainsi que l'expédition de Yazid en 676). Les chroniqueurs syriaques datent par ailleurs la bataille décisive et la destruction de la marine arabe par le feu grégeois en 674, lors d'une expédition arabe près des côtes de Lycie et de Cilicie et non à Constantinople. Cette bataille est suivie d'un débarquement des Byzantins en Syrie en 677-678 qui entraîne la révolte mardaïte. Celle-ci menace l'autorité califale en Syrie au point de mener à la signature d'un traité de paix en 678-679,,. 
Se basant sur le réexamen des sources originales utilisées par les historiens médiévaux, l'historien d'Oxford James Howard-Johnston, dans son ouvrage Witnesses to a World Crisis: Historians and Histories of the Middle East in the Seventh Century de 2010, rejette l'interprétation traditionnelle des évènements se basant sur Théophane et privilégie la version des chroniqueurs syriaques. Howard-Johnston affirme qu'aucun siège n'a eu lieu en s'appuyant sur le fait qu'il n'est pas mentionné dans les sources orientales mais aussi sur l'impossibilité logistique d'une telle entreprise sur la durée mentionnée. À la place, il croit que la référence à un siège est une interprétation tardive menée par une source anonyme utilisée par Théophane et influencée par les évènements du deuxième siège arabe de 717-718.